# Eliminacija jednostrukih pravila
Neka je data KS-gramatika {\displaystyle G\,=\,(\Sigma ,\,N,\,P,\,S)}. Pretpostavimo da je u gramatici G nema nekorisnih simbola, ni ε-pravila. Postupak eliminacije jednostrukih pravila se svodi na postupak traženja svih izvođenja oblika:
Ovaj postupak se vrši rekurzivno polazeći od jednostrukih pravila. Kad god se pronađe izvođenje gornjeg oblika, pravilima koja na levoj strani imaju X dodaju se desne strane svih pravila koja nisu jednostruka, a koja na levoj strani imaju simbol Y, dok se jednostruka Y-pravila uklanjaju. Ovako transformisana gramatika može imati nekorisnih simbola, koje treba eliminisati. Dobijena gramatika je ekvivalentna polaznoj gramatici, a nema nekorisnih simbola, kao ni jednostrukih ili ε-pravila.

## Primer
U gramatici oslobođenoj od ε-pravila:
(1) {\displaystyle T\rightarrow S\,|\,\epsilon }
(2) {\displaystyle S\rightarrow S(S)\,|\,(S)\,|\,S()\,|\,()}
jedino jednostruko izvođenje je {\displaystyle T\Rightarrow S}. Zamenom simbola S na desnoj strani pravila (1) dosnom stranom pravila (2), dobija se sledeća gramatika bez jednostrukih pravila:
(1) {\displaystyle T\rightarrow \epsilon \,|\,S(S)\,|\,(S)\,|\,S()\,|\,()}
(2) {\displaystyle S\rightarrow S(S)\,|\,(S)\,|\,S()\,|\,()}

## Beleške
1. ↑  Izvor kompletnog članka: „Prevodioci i interpretatori - uvod u teoriju i metode kompilacije programskih jezika“ - Duško Vitas.